# Leptolebias itanhaensis
Leptolebias itanhaensis är en fiskart som beskrevs av Costa 2008. Leptolebias itanhaensis ingår i släktet Leptolebias och familjen Rivulidae. Inga underarter finns listade i Catalogue of Life.